# Artemisia baimaensis
Artemisia baimaensis là một loài thực vật có hoa trong họ Cúc. Loài này được Y.R.Ling & Z.C.Chuo mô tả khoa học đầu tiên năm 1984.